# Octavian Domide
Octavian Domide (n. 6 mai 1869, Rodna Nouă (Șanț) – d. 1949, Cluj) a fost preot greco-catolic, canonic al Eparhiei unite de Cluj-Gherla, prelat papal și deputat în Marea Adunare Națională de la Alba Iulia, organismul legislativ reprezentativ al „tuturor românilor din Transilvania, Banat și Țara Ungurească”, cel care a adoptat hotărârea privind Unirea Transilvaniei cu România, la 1 decembrie 1918.

## Biografie
Fiul lui Lazăr și Maria, s-a născut la Rodna Nouă (Șanț),la  6 mai 1859, și s-a stins din viață în 1949, la Cluj. 
A urmat cursurile școlii primare, în satul natal, apoi la Năsăud, unde a terminat Gimnaziul superior grăniceresc greco-catolic. Ulterior, a fost trimis la Roma, ca student al Colegiului pontifical grec "Sfântul Atanasiu”. Aici a dobândit titlul de doctor în filozofie (1887), iar cel de doctor în teologie (1891), la Colegiul pontifical Urban "De Propaganda Fide"  . La 6 decembrie 1892 a fost hirotonit ca preot celibatar. A fost profesor de teologie la Catedra de Dogmatică și Filosofie creștină a Seminarului preoțesc din Gherla, prefect de studii și spiritual al seminarului. Din 1901 a fost asesor consistorial, iar prin Decretul împărătesc austro-ungar  din 26 septembrie 1902 a fost numit canonic prebendat în Capitlul catedral gherlean, rămânând mai departe spiritual al seminarului. A mai îndeplinit funcțiile de fisc consistorial, directorul Tipografiei diecezane din Gherla și consilier la Tribunalul matrimonial. Episcopul de Gherla de atunci, Dr. Vasile Hossu, l-a numit în anul 1912 primul președinte al Reuniunii diecezane pentru exerciții spirituale și misiuni sfinte precum și director adjunct al liceului (gimnaziului superior) greco-catolic din Gherla. Papa Pius al XI-lea l-a numit prelat papal prin hotărârea din 26 noiembrie 1923. În 1 martie 1924 a fost promovat la rangul de canonic prepozit capitular sau arhiprezbiter al diecezei gherlene. În aceeași perioadă a fost și vicar general episcopal, președinte al Tribunalului matrimonial și al Exactoratului diecezan.
A fost unul dintre cei mai buni oratori ai Bisericii greco-catolice din vremea sa și autor de scrieri bisericești, printre care Arborele Vieții.  A tradus din limba franceză „Curs complet de învățături bisericești” sau „Catehezele” lui E. Gaussens, canonic episcopal de Bordeaux (Franța). Cunoștea foarte bine șase limbi străine: latina, greaca, germana, franceza, italiana și maghiara. A fost un bun prieten cu poetul George Coșbuc, pe care l-a ajutat la traducerea în limba română a renumitei opere a lui Dante Alighieri, Divina Comedie. Invitat adeseori de prietenul său, preotul Pamfiliu Grapini, parohul unit al Șanțului, Pr. Octavian Domide a ținut în noua biserică din sat mai multe predici memorabile. În 1940 a trecut la pensie, fiind și eliberat din funcția de canonic arhipresbiter al veneratului Capitlu al Catedralei "Schimbarea la Față" din Cluj.

## Activitate politică
La 5 noiembrie 1918 a fost ales președinte al Consiliului Național Român din Gherla. Din această calitate a participat la Marea Adunare Națională de la Alba Iulia din 1 decembrie 1918 ca delegat al Cercului electoral Gherla.